# Spielübelkeit
Spielübelkeit oder englisch Gaming Sickness bezeichnet die Übelkeit, die durch das Spielen von Computerspielen hervorgerufen wird.
Im Gegensatz zu Simulator Sickness und Reisekrankheit, bei denen widersprechende Wahrnehmungen der Sinnesorgane als ursächlich gelten, wird bei der Spielübelkeit eine Störung des vestibulookulären Reflexes als ein Grund angenommen. Es geht dabei darum, dass ein auf dem Bildschirm bewegliches Objekt nicht mit den Augen verfolgt wird, wie es normal wäre, sondern ohne Augenbewegungen durch Aktionen am Joystick.